# یوکو ایزودا
یوکو ایزودا (انگلیسی: Yoko Isoda؛ زادهٔ ۲۶ اوت ۱۹۷۸) شناگر موزون اهل ژاپن است.